# Beerschot Voetbalclub Antwerpen in het seizoen 2021/22
Dit artikel beschrijft de prestaties van de Belgische voetbalclub Beerschot Voetbalclub Antwerpen in het seizoen 2021–2022.

## Spelerskern en statistieken
| Nr.           | Naam                      | Nat.                 | Geboortedatum | Competitie | Competitie | Beker | Beker | Totaal | Totaal | Vorige club                |
| Nr.           | Naam                      | Nat.                 | Geboortedatum | W          |            | W     |       | W      |        | Vorige club                |
| ------------- | ------------------------- | -------------------- | ------------- | ---------- | ---------- | ----- | ----- | ------ | ------ | -------------------------- |
| Keepers       |                           |                      |               |            |            |       |       |        |        |                            |
| 1             | Wouter Biebauw            | Vlag van België      | 21-05-1984    | 8          | 0          | 0     | 0     | 8      | 0      | KSV Roeselare              |
| 31            | Mike Vanhamel             | Vlag van België      | 16-11-1989    | 23         | 0          | 2     | 0     | 25     | 0      | KV Oostende                |
| 72            | Antoine Lejoly            | Vlag van België      | 26-03-1998    | 4          | 0          | 0     | 0     | 4      | 0      |                            |
| Verdedigers   |                           |                      |               |            |            |       |       |        |        |                            |
| 2             | Jan Van den Bergh         | Vlag van België      | 01-10-1994    | 26         | 2          | 2     | 0     | 28     | 2      | AA Gent                    |
| 3             | Femi Seriki               | Vlag van Engeland    | 28-04-2002    | 1          | 0          | 0     | 0     | 1      | 0      | Sheffield United FC        |
| 4             | Frédéric Frans            | Vlag van België      | 03-01-1989    | 9          | 0          | 0     | 0     | 9      | 0      | Lierse Kempenzonen         |
| 15            | Pierre Bourdin            | Vlag van Frankrijk   | 06-01-1994    | 25         | 0          | 2     | 0     | 27     | 0      | Lierse SK                  |
| 27            | Réda Halaïmia             | Vlag van Algerije    | 28-08-1996    | 25         | 0          | 1     | 0     | 26     | 0      | MC Oran                    |
| 29            | Thibault De Smet          | Vlag van België      | 05-06-1998    | 24         | 0          | 1     | 0     | 25     | 0      | Stade Reims                |
| 44            | Mauricio Lemos            | Vlag van Uruguay     | 28-12-1995    | 15         | 1          | 1     | 0     | 16     | 1      | Fenerbahçe SK              |
| 55            | Stipe Radić               | Vlag van Kroatië     | 10-06-2000    | 30         | 1          | 2     | 0     | 32     | 1      | HNK Hajduk Split           |
| 66            | Apostolos Konstantopoulos | Vlag van Griekenland | 02-08-2002    | 10         | 1          | 1     | 0     | 11     | 1      | Panetolikos                |
| 89            | Grégory Grisez            | Vlag van België      | 17-08-1989    | 0          | 0          | 0     | 0     | 0      | 0      | KSV Roeselare              |
|               | Saad Agouzoul             | Vlag van Marokko     | 10-08-1997    | 0          | 0          | 0     | 0     | 0      | 0      | Lille OSC                  |
|               | Dario Van den Buijs       | Vlag van België      | 12-09-1995    | 5          | 0          | 0     | 0     | 5      | 0      | Heracles Almelo            |
| Middenvelders |                           |                      |               |            |            |       |       |        |        |                            |
| 5             | Joren Dom                 | Vlag van België      | 29-11-1989    | 27         | 5          | 2     | 0     | 29     | 5      | Antwerp FC                 |
| 6             | Moisés Caicedo            | Vlag van Ecuador     | 02-11-2001    | 12         | 1          | 2     | 1     | 14     | 2      | Brighton & Hove Albion     |
| 8             | Raphael Holzhauser        | Vlag van Oostenrijk  | 16-02-1993    | 30         | 3          | 2     | 1     | 32     | 4      | Grasshopper Club Zürich    |
| 11            | Ramiro Vaca               | Vlag van Bolivia     | 01-01-1999    | 26         | 0          | 2     | 1     | 28     | 1      | The Strongest              |
| 16            | Tom Pietermaat            | Vlag van België      | 06-09-1992    | 27         | 0          | 2     | 0     | 29     | 0      | Racing Mechelen            |
| 18            | Ryan Sanusi               | Vlag van België      | 05-01-1992    | 13         | 1          | 0     | 0     | 13     | 1      | Grenoble Foot 38           |
| 19            | Keres Masangu             | Vlag van België      | 07-03-2000    | 0          | 0          | 0     | 0     | 0      | 0      | AS Roma B                  |
| 21            | Abraham Okyere            | Vlag van Ghana       | 06-07-2002    | 2          | 0          | 0     | 0     | 2      | 0      | International Allies       |
| 28            | Ismaila Coulibaly         | Vlag van Mali        | 25-12-2000    | 20         | 0          | 1     | 0     | 21     | 0      | Sheffield United FC        |
| 35            | Dante Rigo                | Vlag van België      | 11-12-1998    | 7          | 0          | 0     | 0     | 7      | 0      | PSV                        |
| 40            | Ilias Sebaoui             | Vlag van België      | 04-10-2001    | 10         | 3          | 1     | 0     | 11     | 3      |                            |
| 73            | Patryk Walicki            | Vlag van België      | 29-05-2003    | 1          | 0          | 0     | 0     | 1      | 0      |                            |
| Aanvallers    |                           |                      |               |            |            |       |       |        |        |                            |
| 7             | Blessing Eleke            | Vlag van Nigeria     | 05-03-1996    | 2          | 0          | 0     | 0     | 2      | 0      | FC Luzern                  |
| 9             | Marius Noubissi           | Vlag van Kameroen    | 28-11-1996    | 21         | 4          | 1     | 1     | 22     | 5      | Ilves Tampere              |
| 10            | Musashi Suzuki            | Vlag van Japan       | 11-02-1994    | 25         | 1          | 1     | 0     | 26     | 1      | Hokkaido Consadole Sapporo |
| 20            | Felipe Avenatti           | Vlag van Uruguay     | 26-04-1993    | 9          | 1          | 0     | 0     | 9      | 1      | Standard Luik              |
| 17            | Lawrence Shankland        | Vlag van Schotland   | 10-08-1995    | 26         | 5          | 2     | 0     | 28     | 5      | Dundee United FC           |
| 38            | David Mukuna-Trouet       | Vlag van België      | 02-10-2001    | 2          | 0          | 1     | 0     | 3      | 0      |                            |
| 77            | Leon Kreković             | Vlag van Kroatië     | 07-05-2000    | 7          | 0          | 1     | 0     | 8      | 0      | HNK Hajduk Split           |
| 92            | Loris Brogno              | Vlag van België      | 18-09-1992    | 0          | 0          | 0     | 0     | 0      | 0      | Sparta Rotterdam           |
| 99            | Abdoulie Sanyang          | Vlag van Gambia      | 08-05-1999    | 11         | 1          | 0     | 0     | 11     | 1      | Superstars Academy FC      |
| '             | Issa Soumaré              | Vlag van Senegal     | 10-10-2000    | 11         | 1          | 1     | 0     | 12     | 1      | FC Lorient                 |

### Technische staf
| Functie         | Naam           | Nationaliteit |
| --------------- | -------------- | ------------- |
| Coach           | Greg Vanderidt | België        |
| Assistent-coach | Frank Magerman | België        |
| Keeperstrainer  | Patrick Nys    | België        |
| Video-analist   |                |               |

## Bestuur
| Functie             | Naam             | Nationaliteit |
| ------------------- | ---------------- | ------------- |
| Voorzitter          | Francis Vrancken | België        |
| Sportief manager    | Frank Staes      | België        |
| Secretaris-generaal | Walter Claes     | België        |

## Transfers

### Zomer 2021
| Naam                      | Nationaliteit | Van/naar                  | Type               |
| ------------------------- | ------------- | ------------------------- | ------------------ |
| Inkomend                  |               |                           |                    |
| Mauricio Lemos            | Uruguay       | Fenerbahçe SK             | Gehuurd            |
| Moisés Caicedo            | Ecuador       | Brighton & Hove Albion FC | Gehuurd            |
| Saad Agouzoul             | Marokko       | Lille OSC                 | Gehuurd            |
| Ramiro Vaca               | Bolivia       | The Strongest             | Gekocht            |
| Femi Seriki               | Engeland      | Sheffield United FC       | Gehuurd            |
| Lawrence Shankland        | Schotland     | Dundee United FC          | Gekocht            |
| Issa Soumaré              | Senegal       | FC Lorient                | Gekocht            |
| Thibault De Smet          | België        | Stade Reims               | Gehuurd            |
| Abraham Okyere            | Ghana         | International Allies FC   | Gekocht            |
| Apostolos Konstantopoulos | Griekenland   | Panetolikos               | Gekocht            |
| Leon Kreković             | Kroatië       | HNK Hajduk Split          | Gekocht            |
| Uitgaand                  |               |                           |                    |
| Blessing Eleke            | Nigeria       | Gençlerbirliği SK         | Verhuurd           |
| Ayrton Mboko              | België        |                           | Contract ontbonden |
| Jorn Vancamp              | België        |                           | Contract ontbonden |
| Zakaria Bakkali           | België        | RSC Anderlecht            | Einde huur         |
| George Broadbent          | Engeland      | Sheffield United FC       | Einde huur         |
| Denis Prychynenko         | Duitsland     | KMSK Deinze               | Einde contract     |

### Winter 2022
| Naam             | Nationaliteit | Van/naar                    | Type               |
| ---------------- | ------------- | --------------------------- | ------------------ |
| Inkomend         |               |                             |                    |
| Felipe Avenatti  | Uruguay       | Standard Luik               | Gehuurd            |
| Dante Rigo       | België        | PSV                         | Gekocht            |
| Uitgaand         |               |                             |                    |
| Abdoulie Sanyang | Gambia        | Superstars Academy FC       | Einde huur         |
| Issa Soumaré     | Senegal       | US Quevilly-Rouen Métropole | Verhuurd           |
| Moisés Caicedo   | Ecuador       | Brighton & Hove Albion      | Einde huur         |
| Felipe Micael    | Brazilië      | Ceará SC                    | Contract ontbonden |

## Oefenwedstrijden
Hieronder een overzicht van de oefenwedstrijden die Beerschot in de aanloop naar en tijdens het seizoen 2021/22 speelt.
| Datum      | Thuis/Uit | Tegenstander                          | Score | Doelpuntenmaker(s) Beerschot                                                                  |
| ---------- | --------- | ------------------------------------- | ----- | --------------------------------------------------------------------------------------------- |
| 18-06-2021 | uit       | Kontich FC (Eerste provinciale)       | 0 - 5 | 19' Kreković 0-1, 40' Coulibaly 0-2, 58' Holzhauser 0-3, 80' Holzhauser 0-4, 90+3' Placca 0-5 |
| 23-06-2021 | uit       | KFC Dessel Sport (Eerste nationale)   | 2 - 5 | 7' Frans 0-1, 9' Kreković 0-2, 25' Suzuki 0-3, 44' Holzhauser 2-4, 81' Sanusi 2-5             |
| 26-06-2021 | uit       | Club Brugge (Eerste klasse A)         | 1 - 1 | 29' Sanusi 0-1                                                                                |
| 30-06-2021 | uit       | SC Verl (3. Liga)                     | 1 - 2 | 49' Eleke 0-1, 84' Mukuna-Trouet 1-2                                                          |
| 03-07-2021 | uit       | MSV Duisburg (3. Liga)                | 1 - 0 |                                                                                               |
| 07-07-2021 | thuis     | Waasland-Beveren (Eerste klasse A)    | 2 - 0 | 79' Suzuki 1-0, 89' Coulibaly 2-0                                                             |
| 10-07-2021 | thuis     | Lommel SK (Eerste klasse B)           | 2 - 1 | 8' Holzhauser 1-0 (pen.), 69' De Smet 2-0                                                     |
| 14-07-2021 | thuis     | FC Utrecht (Eredivisie)               | 1 - 2 | 80' Eleke 1-2                                                                                 |
| 12-11-2021 | uit       | KVC Westerlo (Eerste klasse B)        | 4 - 0 |                                                                                               |
| 05-01-2022 | neutraal  | 1. FC Heidenheim 1846 (2. Bundesliga) | 2 - 1 |                                                                                               |
| 08-01-2022 | neutraal  | FC St. Pauli (2. Bundesliga)          | 2 - 0 |                                                                                               |

## Jupiler Pro League

### Reguliere competitie

#### Wedstrijden
| Jupiler Pro League                                                                                        |                                                                   |                                           |                                                                                       | | |
| Wedstrijddetails                                                                                          | Thuisploeg                                                        | Uitslag                                   | Uitploeg                                                                              | Opstelling | Kaarten                                                                                                |
| Heenronde                                                                                                 |                                                                   |                                           |                                                                                       | | |
| 24 juli 2021(1) 18:30 Olympisch Stadion Antwerpen Ref.: Alexandre Boucaut Toeschouwers: 1.500             | Beerschot                                                         | 0 – 1                                     | Cercle Brugge                                                                         | Vanhamel Konstantopoulos, Frans, Van den Buijs, Halaïmia (55' Sanyang) Dom, Van den Bergh, Holzhauser, De Smet Kreković (55' Eleke), Suzuki (87' Noubissi)                                 | 49' De Smet 90+5' Van den Bergh                                                                        |
| 24 juli 2021(1) 18:30 Olympisch Stadion Antwerpen Ref.: Alexandre Boucaut Toeschouwers: 1.500             |                                                                   | 0 – 1                                     | 40' Deman                                                                             | Vanhamel Konstantopoulos, Frans, Van den Buijs, Halaïmia (55' Sanyang) Dom, Van den Bergh, Holzhauser, De Smet Kreković (55' Eleke), Suzuki (87' Noubissi)                                 | 49' De Smet 90+5' Van den Bergh                                                                        |
| 1 augustus 2021 18:30 Ghelamco Arena Gent Ref.: Jasper Vergoote Toeschouwers: 5.250                       | AA Gent                                                           | 2 – 2                                     | Beerschot                                                                             | Vanhamel Dom, Frans, Van den Buijs, De Smet Coulibaly, Holzhauser (90+2' Pietermaat), Van den Bergh Sanyang (85' Halaïmia), Eleke (46' Kreković), Suzuki (70' Noubissi)                    | |
| 1 augustus 2021 18:30 Ghelamco Arena Gent Ref.: Jasper Vergoote Toeschouwers: 5.250                       | Bruno 19' Tissoudali 47'                                          | 1 – 0 2 – 0 2 – 1 2 – 2                   | 73' Sanyang 77' Noubissi                                                              | Vanhamel Dom, Frans, Van den Buijs, De Smet Coulibaly, Holzhauser (90+2' Pietermaat), Van den Bergh Sanyang (85' Halaïmia), Eleke (46' Kreković), Suzuki (70' Noubissi)                    | |
| 7 augustus 2021 16:15 Olympisch Stadion Antwerpen Ref.: Jan Boterberg Toeschouwers: 3.800                 | Beerschot                                                         | 0 – 3                                     | Union Sint-Gillis                                                                     | Vanhamel Dom, Frans, Van den Buijs, De Smet Okyere (46' Noubissi), Holzhauser, Coulibaly (84' Pietermaat) Sanyang, Suzuki (76' Radić), Van den Bergh                                       | 48' Noubissi 90+4' Van den Bergh                                                                       |
| 7 augustus 2021 16:15 Olympisch Stadion Antwerpen Ref.: Jan Boterberg Toeschouwers: 3.800                 |                                                                   | 0 – 1 0 – 2 0 – 3                         | 14' Undav 50' Undav 54' Lapoussin                                                     | Vanhamel Dom, Frans, Van den Buijs, De Smet Okyere (46' Noubissi), Holzhauser, Coulibaly (84' Pietermaat) Sanyang, Suzuki (76' Radić), Van den Bergh                                       | 48' Noubissi 90+4' Van den Bergh                                                                       |
| 15 augustus 2021 13:30 Olympisch Stadion Antwerpen Ref.: Alexandre Boucaut Toeschouwers: 4.000            | Beerschot                                                         | 0 – 1                                     | Standard Luik                                                                         | Vanhamel Radić, Frans (75' Soumaré), Van den Bergh Dom, Coulibaly (81' Suzuki), Sanusi, De Smet (85' Van den Buijs) Sanyang, Noubissi, Holzhauser                                          | 46' De Smet 89' Radić                                                                                  |
| 15 augustus 2021 13:30 Olympisch Stadion Antwerpen Ref.: Alexandre Boucaut Toeschouwers: 4.000            |                                                                   | 0 – 1                                     | 64' Klauss                                                                            | Vanhamel Radić, Frans (75' Soumaré), Van den Bergh Dom, Coulibaly (81' Suzuki), Sanusi, De Smet (85' Van den Buijs) Sanyang, Noubissi, Holzhauser                                          | 46' De Smet 89' Radić                                                                                  |
| 22 augustus 2021 18:30 Jan Breydelstadion Brugge Ref.: Lothar D'hondt Toeschouwers: 26.000                | Club Brugge                                                       | 3 – 2                                     | Beerschot                                                                             | Vanhamel Radić, Frans, Van den Bergh Halaïmia, Coulibaly (85' Sanyang), Dom, De Smet Soumaré (88' Suzuki), Noubissi (66' Shankland), Holzhauser                                            | 29' Frans 43' Coulibaly 45+1' Frans 54' De Smet 90' Holzhauser                                         |
| 22 augustus 2021 18:30 Jan Breydelstadion Brugge Ref.: Lothar D'hondt Toeschouwers: 26.000                | Balanta 4' De Ketelaere 30' Persyn 55'                            | 1 – 0 2 – 0 2 – 1 3 – 1 3 – 2             | 37' Dom 76' Van den Bergh                                                             | Vanhamel Radić, Frans, Van den Bergh Halaïmia, Coulibaly (85' Sanyang), Dom, De Smet Soumaré (88' Suzuki), Noubissi (66' Shankland), Holzhauser                                            | 29' Frans 43' Coulibaly 45+1' Frans 54' De Smet 90' Holzhauser                                         |
| 28 augustus 2021 16:15 Stade du Pays de Charleroi Charleroi Ref.: Christof Dierick Toeschouwers: 5.022    | Charleroi                                                         | 5 – 2                                     | Beerschot                                                                             | Vanhamel Halaïmia (84' Seriki), Radić, Van den Bergh, De Smet Soumaré (73' Vaca), Dom, Coulibaly, Holzhauser (90+2' Konstantopoulos) Shankland (46' Van den Buijs), Noubissi (73' Suzuki)  | 5' De Smet 51' Halaïmia 54' Soumaré 58' Radić 75' Van den Bergh 90' Radić                              |
| 28 augustus 2021 16:15 Stade du Pays de Charleroi Charleroi Ref.: Christof Dierick Toeschouwers: 5.022    | Nicholson 37' Nicholson 51' Morioka 60' Nicholson 78' Morioka 90' | 1 – 0 2 – 0 2 – 1 3 – 1 4 – 1 4 – 2 5 – 2 | 59' Holzhauser 88' (e.d.) Keita                                                       | Vanhamel Halaïmia (84' Seriki), Radić, Van den Bergh, De Smet Soumaré (73' Vaca), Dom, Coulibaly, Holzhauser (90+2' Konstantopoulos) Shankland (46' Van den Buijs), Noubissi (73' Suzuki)  | 5' De Smet 51' Halaïmia 54' Soumaré 58' Radić 75' Van den Bergh 90' Radić                              |
| 13 september 2021 20:00 Olympisch Stadion Antwerpen Ref.: Bert Put Toeschouwers: 8.500                    | Beerschot                                                         | 0 – 1                                     | STVV                                                                                  | Vanhamel Lemos (38' Konstantopoulos), Frans (64' Vaca), Van den Bergh Dom (10' Halaïmia), Coulibaly, Holzhauser, Pietermaat, Bourdin Soumaré, Noubissi (64' Shankland)                     | 25' Coulibaly 45' Van den Bergh 51' Pietermaat 53' Frans                                               |
| 13 september 2021 20:00 Olympisch Stadion Antwerpen Ref.: Bert Put Toeschouwers: 8.500                    |                                                                   | 0 – 1                                     | 42' De Ridder                                                                         | Vanhamel Lemos (38' Konstantopoulos), Frans (64' Vaca), Van den Bergh Dom (10' Halaïmia), Coulibaly, Holzhauser, Pietermaat, Bourdin Soumaré, Noubissi (64' Shankland)                     | 25' Coulibaly 45' Van den Bergh 51' Pietermaat 53' Frans                                               |
| 18 september 2021 16:15 Diaz Arena Oostende Ref.: Wesli De Cremer Toeschouwers: 3.010                     | KV Oostende                                                       | 3 – 1                                     | Beerschot                                                                             | Vanhamel Konstantopoulos, Frans (46' Vaca), Radić Halaïmia, Coulibaly (78' Caicedo), Holzhauser, Pietermaat, Bourdin (80' De Smet) Soumaré, Suzuki                                         | 89' De Smet 90+8' Pietermaat                                                                           |
| 18 september 2021 16:15 Diaz Arena Oostende Ref.: Wesli De Cremer Toeschouwers: 3.010                     | Gueye 5' (pen.) Capon 7' Amade 66'                                | 1 – 0 2 – 0 3 – 0 3 – 1                   | 82' Soumaré                                                                           | Vanhamel Konstantopoulos, Frans (46' Vaca), Radić Halaïmia, Coulibaly (78' Caicedo), Holzhauser, Pietermaat, Bourdin (80' De Smet) Soumaré, Suzuki                                         | 89' De Smet 90+8' Pietermaat                                                                           |
| 25 september 2021 16:15 Olympisch Stadion Antwerpen Ref.: Nathan Verboomen Toeschouwers: 7.500            | Beerschot                                                         | 0 – 3                                     | KAS Eupen                                                                             | Vanhamel Halaïmia (69' Suzuki), Radić, Van den Bergh, De Smet Coulibaly (46' Bourdin), Pietermaat, Caicedo (46' Vaca) Soumaré, Shankland (9' Konstantopoulos), Holzhauser (70' Noubissi)   | 5' Van den Bergh 8' Pietermaat 20' Holzhauser 23' Konstantopoulos 35' Vanhamel 39' De Smet 80' Bourdin |
| 25 september 2021 16:15 Olympisch Stadion Antwerpen Ref.: Nathan Verboomen Toeschouwers: 7.500            |                                                                   | 0 – 1 0 – 2 0 – 3                         | 9' Beck 62' Kayembe 88' Prevljak                                                      | Vanhamel Halaïmia (69' Suzuki), Radić, Van den Bergh, De Smet Coulibaly (46' Bourdin), Pietermaat, Caicedo (46' Vaca) Soumaré, Shankland (9' Konstantopoulos), Holzhauser (70' Noubissi)   | 5' Van den Bergh 8' Pietermaat 20' Holzhauser 23' Konstantopoulos 35' Vanhamel 39' De Smet 80' Bourdin |
| 2 oktober 2021 20:45 King Power at Den Dreef Stadion Heverlee Ref.: Erik Lambrechts Toeschouwers: 5.200   | OH Leuven                                                         | 0 – 0                                     | Beerschot                                                                             | Vanhamel Radić, Frans, Bourdin Halaïmia, Coulibaly (84' Caicedo), Holzhauser (90+4' Konstantopoulos), Pietermaat, Van den Bergh Soumaré (59' Vaca), Noubissi (58' Suzuki)                  | 33' Coulibaly 39' Soumaré 82' Pietermaat 86' Holzhauser                                                |
| 2 oktober 2021 20:45 King Power at Den Dreef Stadion Heverlee Ref.: Erik Lambrechts Toeschouwers: 5.200   |                                                                   |                                           |                                                                                       | Vanhamel Radić, Frans, Bourdin Halaïmia, Coulibaly (84' Caicedo), Holzhauser (90+4' Konstantopoulos), Pietermaat, Van den Bergh Soumaré (59' Vaca), Noubissi (58' Suzuki)                  | 33' Coulibaly 39' Soumaré 82' Pietermaat 86' Holzhauser                                                |
| 17 oktober 2021 16:00 Olympisch Stadion Antwerpen Ref.: Lothar D'hondt Toeschouwers: 7.500                | Beerschot                                                         | 0 – 1                                     | KV Mechelen                                                                           | Vanhamel Radić, Frans (17' Kreković), Bourdin Halaïmia (76' Vaca), Coulibaly, Holzhauser, Pietermaat (46' Noubissi), Van den Bergh Shankland, Soumaré (64' Sanyang)                        | |
| 17 oktober 2021 16:00 Olympisch Stadion Antwerpen Ref.: Lothar D'hondt Toeschouwers: 7.500                |                                                                   | 0 – 1                                     | 30' Mrabti                                                                            | Vanhamel Radić, Frans (17' Kreković), Bourdin Halaïmia (76' Vaca), Coulibaly, Holzhauser, Pietermaat (46' Noubissi), Van den Bergh Shankland, Soumaré (64' Sanyang)                        | |
| 24 oktober 2021 16:00 Lotto Park Anderlecht Ref.: Christof Dierick Toeschouwers: 20.000                   | Anderlecht                                                        | 4 – 2                                     | Beerschot                                                                             | Vanhamel Halaïmia, Radić, Bourdin, Van den Bergh Coulibaly (62' Holzhauser), Pietermaat, Caicedo (82' Sanyang) Kreković (46' Soumaré (71' Dom)), Shankland, Vaca                           | 47' Caicedo 52' Halaïmia 84' Holzhauser                                                                |
| 24 oktober 2021 16:00 Lotto Park Anderlecht Ref.: Christof Dierick Toeschouwers: 20.000                   | Gómez 45+2' (pen.) Shankland 54' (e.d.) Kouamé 70' Ashimeru 78'   | 1 – 0 2 – 0 2 – 1 3 – 1 4 – 1 4 – 2       | 56' Shankland 81' Dom                                                                 | Vanhamel Halaïmia, Radić, Bourdin, Van den Bergh Coulibaly (62' Holzhauser), Pietermaat, Caicedo (82' Sanyang) Kreković (46' Soumaré (71' Dom)), Shankland, Vaca                           | 47' Caicedo 52' Halaïmia 84' Holzhauser                                                                |
| 30 oktober 2021 18:30 Olympisch Stadion Antwerpen Ref.: Kevin Van Damme Toeschouwers: 6.500               | Beerschot                                                         | 3 – 0                                     | Seraing                                                                               | Vanhamel Halaïmia, Radić, Bourdin, Van den Bergh (90+4' Konstantopoulos) Dom (75' Coulibaly), Holzhauser (90+4' Sanyang), Pietermaat, Caicedo (85' De Smet), Vaca Shankland (75' Noubissi) | |
| 30 oktober 2021 18:30 Olympisch Stadion Antwerpen Ref.: Kevin Van Damme Toeschouwers: 6.500               | Holzhauser 23' Noubissi 78' Noubissi 81'                          | 1 – 0 2 – 0 3 – 0                         |                                                                                       | Vanhamel Halaïmia, Radić, Bourdin, Van den Bergh (90+4' Konstantopoulos) Dom (75' Coulibaly), Holzhauser (90+4' Sanyang), Pietermaat, Caicedo (85' De Smet), Vaca Shankland (75' Noubissi) | |
| 6 november 2021 18:30 Guldensporenstadion Kortrijk Ref.: Arthur Denil Toeschouwers: 5.803                 | KV Kortrijk                                                       | 1 – 1                                     | Beerschot                                                                             | Vanhamel Halaïmia, Radić, Bourdin, De Smet (46' Coulibaly (72' Suzuki)) Dom, Caicedo (90+2' Konstantopoulos), Pietermaat Holzhauser (90+1' Sanyang), Shankland (62' Noubissi), Vaca        | 4' Shankland 23' De Smet 49' Halaïmia 58' Vaca 66' Bourdin                                             |
| 6 november 2021 18:30 Guldensporenstadion Kortrijk Ref.: Arthur Denil Toeschouwers: 5.803                 | Selemani 89'                                                      | 0 – 1 1 – 1                               | 56' (pen.) Holzhauser                                                                 | Vanhamel Halaïmia, Radić, Bourdin, De Smet (46' Coulibaly (72' Suzuki)) Dom, Caicedo (90+2' Konstantopoulos), Pietermaat Holzhauser (90+1' Sanyang), Shankland (62' Noubissi), Vaca        | 4' Shankland 23' De Smet 49' Halaïmia 58' Vaca 66' Bourdin                                             |
| 21 november 2021 21:00 Olympisch Stadion Antwerpen Ref.: Alexandre Boucaut Toeschouwers: 8.000            | Beerschot                                                         | 2 – 0                                     | KRC Genk                                                                              | Vanhamel Halaïmia, Radić, Bourdin, Van den Bergh Dom, Pietermaat, Caicedo Holzhauser (83' Lemos), Shankland (63' Noubissi), Vaca (90+4' Suzuki)                                            | 62' Dom                                                                                                |
| 21 november 2021 21:00 Olympisch Stadion Antwerpen Ref.: Alexandre Boucaut Toeschouwers: 8.000            | Shankland 4' Caicedo 90+2'                                        | 1 – 0 2 – 0                               |                                                                                       | Vanhamel Halaïmia, Radić, Bourdin, Van den Bergh Dom, Pietermaat, Caicedo Holzhauser (83' Lemos), Shankland (63' Noubissi), Vaca (90+4' Suzuki)                                            | 62' Dom                                                                                                |
| 28 november 2021 16:00 Elindus Arena Waregem Ref.: Bram Van Driessche Toeschouwers: 4.949                 | Zulte Waregem                                                     | 2 – 0                                     | Beerschot                                                                             | Vanhamel Halaïmia (46' Sanyang), Radić, Bourdin, Van den Bergh Dom, Pietermaat (46' Lemos), Caicedo (70' Suzuki) Holzhauser, Shankland, Vaca                                               | 6' Halaïmia                                                                                            |
| 28 november 2021 16:00 Elindus Arena Waregem Ref.: Bram Van Driessche Toeschouwers: 4.949                 | Gano 3' Dompé 12'                                                 | 1 – 0 2 – 0                               |                                                                                       | Vanhamel Halaïmia (46' Sanyang), Radić, Bourdin, Van den Bergh Dom, Pietermaat (46' Lemos), Caicedo (70' Suzuki) Holzhauser, Shankland, Vaca                                               | 6' Halaïmia                                                                                            |
| 5 december 2021 13:30 Olympisch Stadion Antwerpen Ref.: Lothar D'hondt Toeschouwers: 10.000               | Beerschot                                                         | 0 – 1                                     | Antwerp                                                                               | Vanhamel Halaïmia (73' Suzuki), Radić, Bourdin (53' Lemos), Van den Bergh Dom, Pietermaat, Caicedo (64' Soumaré), Vaca Shankland, Holzhauser                                               | 26' Bourdin 56' Dom 90+3' Van den Bergh 90+6' Holzhauser 90+6' Pietermaat                              |
| 5 december 2021 13:30 Olympisch Stadion Antwerpen Ref.: Lothar D'hondt Toeschouwers: 10.000               |                                                                   | 0 – 1                                     | 59' Nainggolan                                                                        | Vanhamel Halaïmia (73' Suzuki), Radić, Bourdin (53' Lemos), Van den Bergh Dom, Pietermaat, Caicedo (64' Soumaré), Vaca Shankland, Holzhauser                                               | 26' Bourdin 56' Dom 90+3' Van den Bergh 90+6' Holzhauser 90+6' Pietermaat                              |
| Terugronde                                                                                                |                                                                   |                                           |                                                                                       | | |
| 11 december 2021 18:30 Kehrwegstadion Eupen Ref.: Erik Lambrechts Toeschouwers: 1.400                     | KAS Eupen                                                         | 1 – 0                                     | Beerschot                                                                             | Vanhamel Radić, Lemos (76' Sanyang), Bourdin Halaïmia (61' Soumaré), Dom, Vaca, Caicedo, De Smet Shankland, Suzuki                                                                         | 70' Lemos                                                                                              |
| 11 december 2021 18:30 Kehrwegstadion Eupen Ref.: Erik Lambrechts Toeschouwers: 1.400                     | Agbadou 34'                                                       | 1 – 0                                     |                                                                                       | Vanhamel Radić, Lemos (76' Sanyang), Bourdin Halaïmia (61' Soumaré), Dom, Vaca, Caicedo, De Smet Shankland, Suzuki                                                                         | 70' Lemos                                                                                              |
| 18 december 2021 16:15 Olympisch Stadion Antwerpen Ref.: Christof Dierick Toeschouwers: 6.000             | Beerschot                                                         | 0 – 2                                     | KV Oostende                                                                           | Vanhamel Halaïmia (76' Kreković), Radić, Bourdin (46' Lemos), Van den Bergh Dom, Caicedo (46' Shankland), Pietermaat Holzhauser, Suzuki (46' Noubissi), Vaca (84' Sebaoui)                 | 81' Radić                                                                                              |
| 18 december 2021 16:15 Olympisch Stadion Antwerpen Ref.: Christof Dierick Toeschouwers: 6.000             |                                                                   | 0 – 1 0 – 2                               | 41' Ambrose 42' Gueye                                                                 | Vanhamel Halaïmia (76' Kreković), Radić, Bourdin (46' Lemos), Van den Bergh Dom, Caicedo (46' Shankland), Pietermaat Holzhauser, Suzuki (46' Noubissi), Vaca (84' Sebaoui)                 | 81' Radić                                                                                              |
| 27 december 2021 21:00 Olympisch Stadion Antwerpen Ref.: Wim Smet Toeschouwers: 0                         | Beerschot                                                         | 0 – 7                                     | Anderlecht                                                                            | Vanhamel Dom, Lemos, Bourdin, Van den Bergh Vaca, Pietermaat, Holzhauser, Caicedo (77' Okyere) Noubissi (46' Shankland), Suzuki (46' De Smet)                                              | 41' Holzhauser 55' Caicedo 90' Bourdin                                                                 |
| 27 december 2021 21:00 Olympisch Stadion Antwerpen Ref.: Wim Smet Toeschouwers: 0                         |                                                                   | 0 – 1 0 – 2 0 – 3 0 – 4 0 – 5 0 – 6 0 – 7 | 8' Verschaeren 19' Verschaeren 35' Zirkzee 47' Refaelov 63' Raman 68' Raman 72' Amuzu | Vanhamel Dom, Lemos, Bourdin, Van den Bergh Vaca, Pietermaat, Holzhauser, Caicedo (77' Okyere) Noubissi (46' Shankland), Suzuki (46' De Smet)                                              | 41' Holzhauser 55' Caicedo 90' Bourdin                                                                 |
| 16 januari 2022 21:00 Cegeka Arena Genk Ref.: Lothar D'hondt Toeschouwers: 0                              | KRC Genk                                                          | 4 – 1                                     | Beerschot                                                                             | Biebauw Radić, Lemos (71' Shankland), Bourdin Dom, Pietermaat, Vaca, Holzhauser (84' Noubissi), De Smet Avenatti, Suzuki                                                                   | 31' Lemos 86' Vaca                                                                                     |
| 16 januari 2022 21:00 Cegeka Arena Genk Ref.: Lothar D'hondt Toeschouwers: 0                              | Hrošovský 20' Ito 32' Bongonda 78' (pen.) Németh 90+2'            | 1 – 0 2 – 0 3 – 0 3 – 1 4 – 1             | 88' Noubissi                                                                          | Biebauw Radić, Lemos (71' Shankland), Bourdin Dom, Pietermaat, Vaca, Holzhauser (84' Noubissi), De Smet Avenatti, Suzuki                                                                   | 31' Lemos 86' Vaca                                                                                     |
| 22 januari 2022 18:30 Olympisch Stadion Antwerpen Ref.: Kevin Van Damme Toeschouwers: 0                   | Beerschot                                                         | 3 – 1                                     | OH Leuven                                                                             | Biebauw Radić, Lemos, Bourdin Dom, Pietermaat, Vaca (71' Holzhauser), Sanusi , De Smet Avenatti (81' Van den Bergh), Suzuki (89' Noubissi)                                                 | 52' Avenatti                                                                                           |
| 22 januari 2022 18:30 Olympisch Stadion Antwerpen Ref.: Kevin Van Damme Toeschouwers: 0                   | Lemos 24' Dom 38' Van den Bergh 90'                               | 0 – 1 1 – 1 2 – 1 3 – 1                   | 9' Schrijvers                                                                         | Biebauw Radić, Lemos, Bourdin Dom, Pietermaat, Vaca (71' Holzhauser), Sanusi , De Smet Avenatti (81' Van den Bergh), Suzuki (89' Noubissi)                                                 | 52' Avenatti                                                                                           |
| 26 januari 2022 21:00 Pairaystadion Seraing Ref.: Bram Van Driessche Toeschouwers: 0                      | Seraing                                                           | 2 – 1                                     | Beerschot                                                                             | Biebauw Radić, Lemos, Bourdin (46' Shankland) Dom (66' Halaïmia), Pietermaat, Holzhauser (78' Rigo), Sanusi , De Smet Avenatti, Suzuki (55' Noubissi)                                      | 38' Biebauw                                                                                            |
| 26 januari 2022 21:00 Pairaystadion Seraing Ref.: Bram Van Driessche Toeschouwers: 0                      | Mikautadze 40' (pen.) Maziz 57'                                   | 1 – 0 1 – 1 2 – 1                         | 49' Shankland                                                                         | Biebauw Radić, Lemos, Bourdin (46' Shankland) Dom (66' Halaïmia), Pietermaat, Holzhauser (78' Rigo), Sanusi , De Smet Avenatti, Suzuki (55' Noubissi)                                      | 38' Biebauw                                                                                            |
| 29 januari 2022 16:15 Olympisch Stadion Antwerpen Ref.: Bert Put Toeschouwers: 3.500                      | Beerschot                                                         | 3 – 3                                     | Zulte Waregem                                                                         | Biebauw Konstantopoulos (46' Noubissi), Radić, Bourdin Halaïmia, Pietermaat (88' Kreković), Holzhauser (72' Sebaoui), Sanusi (46' Rigo), De Smet Avenatti, Shankland                       | 41' Bourdin                                                                                            |
| 29 januari 2022 16:15 Olympisch Stadion Antwerpen Ref.: Bert Put Toeschouwers: 3.500                      | Konstantopoulos 8' Shankland 73' Sebaoui 90+2' (pen.)             | 1 – 0 1 – 1 1 – 2 1 – 3 2 – 3 3 – 3       | 30' Kutesa 42' (pen.) Gano 45+1' De Neve                                              | Biebauw Konstantopoulos (46' Noubissi), Radić, Bourdin Halaïmia, Pietermaat (88' Kreković), Holzhauser (72' Sebaoui), Sanusi (46' Rigo), De Smet Avenatti, Shankland                       | 41' Bourdin                                                                                            |
| 6 februari 2022 16:00 AFAS-stadion Achter de Kazerne Mechelen Ref.: Alexandre Boucaut Toeschouwers: 8.137 | KV Mechelen                                                       | 3 – 2                                     | Beerschot                                                                             | Biebauw Konstantopoulos (28' Rigo), Radić, Van den Bergh Halaïmia, Sanusi , Holzhauser (64' Noubissi), De Smet Suzuki (28' Sebaoui), Avenatti (69' Mukuna-Trouet), Shankland               | 37' Holzhauser 47' Avenatti 67' Radić                                                                  |
| 6 februari 2022 16:00 AFAS-stadion Achter de Kazerne Mechelen Ref.: Alexandre Boucaut Toeschouwers: 8.137 | Storm 11' Cuypers 18' Storm 29'                                   | 1 – 0 2 – 0 3 – 0 3 – 1 3 – 2             | 62' (e.d.) Coucke 90+3' Sanusi                                                        | Biebauw Konstantopoulos (28' Rigo), Radić, Van den Bergh Halaïmia, Sanusi , Holzhauser (64' Noubissi), De Smet Suzuki (28' Sebaoui), Avenatti (69' Mukuna-Trouet), Shankland               | 37' Holzhauser 47' Avenatti 67' Radić                                                                  |
| 13 februari 2022 21:00 Olympisch Stadion Antwerpen Ref.: Wesli De Cremer Toeschouwers: 3.200              | Beerschot                                                         | 2 – 1                                     | KV Kortrijk                                                                           | Biebauw (90+4' Lejoly) Dom, Radić, Van den Bergh, De Smet Vaca (84' Walicki), Pietermaat, Rigo, Sebaoui (74' Kreković) Avenatti, Shankland                                                 | 20' Avenatti 28' Radić                                                                                 |
| 13 februari 2022 21:00 Olympisch Stadion Antwerpen Ref.: Wesli De Cremer Toeschouwers: 3.200              | Avenatti 30' Sebaoui 42'                                          | 0 – 1 1 – 1 2 – 1                         | 10' Moreno                                                                            | Biebauw (90+4' Lejoly) Dom, Radić, Van den Bergh, De Smet Vaca (84' Walicki), Pietermaat, Rigo, Sebaoui (74' Kreković) Avenatti, Shankland                                                 | 20' Avenatti 28' Radić                                                                                 |
| 19 februari 2022 16:15 Jan Breydelstadion Brugge Ref.: Bert Put Toeschouwers: 3.872                       | Cercle Brugge                                                     | 2 – 0                                     | Beerschot                                                                             | Vanhamel Dom, Radić, Van den Bergh, De Smet (78' Bourdin) Vaca (46' Suzuki), Pietermaat, Sanusi , Sebaoui Holzhauser (78' Halaïmia), Noubissi                                              | 24' De Smet 30' Noubissi 88' Van den Bergh                                                             |
| 19 februari 2022 16:15 Jan Breydelstadion Brugge Ref.: Bert Put Toeschouwers: 3.872                       | Denkey 27' Matondo 45+1'                                          | 1 – 0 2 – 0                               |                                                                                       | Vanhamel Dom, Radić, Van den Bergh, De Smet (78' Bourdin) Vaca (46' Suzuki), Pietermaat, Sanusi , Sebaoui Holzhauser (78' Halaïmia), Noubissi                                              | 24' De Smet 30' Noubissi 88' Van den Bergh                                                             |
| 25 februari 2022 20:45 Olympisch Stadion Antwerpen Ref.: Alexandre Boucaut Toeschouwers: 4.000            | Beerschot                                                         | 2 – 3                                     | Charleroi                                                                             | Vanhamel Halaïmia (75' Coulibaly), Radić, Van den Bergh, Bourdin Pietermaat (81' Suzuki), Sanusi , Dom Vaca (75' Holzhauser), Shankland, Sebaoui                                           | 90' Coulibaly                                                                                          |
| 25 februari 2022 20:45 Olympisch Stadion Antwerpen Ref.: Alexandre Boucaut Toeschouwers: 4.000            | Sebaoui 24' Dom 49'                                               | 0 – 1 1 – 1 2 – 1 2 – 2 2 – 3             | 19' Bayo 72' (e.d.) Radić 78' Zorgane                                                 | Vanhamel Halaïmia (75' Coulibaly), Radić, Van den Bergh, Bourdin Pietermaat (81' Suzuki), Sanusi , Dom Vaca (75' Holzhauser), Shankland, Sebaoui                                           | 90' Coulibaly                                                                                          |
| 2 maart 2022(2) 18:45 Maurice Dufrasnestadion Luik Ref.: Christof Dierick Toeschouwers: 6.000             | Standard Luik                                                     | 1 – 0                                     | Beerschot                                                                             | Vanhamel Halaïmia (46' Vaca), Radić, Lemos (74' Holzhauser), Bourdin (85' De Smet) Pietermaat (86' Coulibaly), Sanusi , Van den Bergh Dom, Shankland, Sebaoui                              | 61' Sanusi 82' Bourdin 90+1' Sebaoui 90+5' Van den Bergh                                               |
| 2 maart 2022(2) 18:45 Maurice Dufrasnestadion Luik Ref.: Christof Dierick Toeschouwers: 6.000             | Drăguș 34'                                                        | 1 – 0                                     |                                                                                       | Vanhamel Halaïmia (46' Vaca), Radić, Lemos (74' Holzhauser), Bourdin (85' De Smet) Pietermaat (86' Coulibaly), Sanusi , Van den Bergh Dom, Shankland, Sebaoui                              | 61' Sanusi 82' Bourdin 90+1' Sebaoui 90+5' Van den Bergh                                               |
| 6 maart 2022 13:30 Bosuilstadion Antwerpen Ref.: Nathan Verboomen Toeschouwers: 10.000                    | Antwerp                                                           | 2 – 1                                     | Beerschot                                                                             | Biebauw Radić (87' Holzhauser), Lemos, Van den Bergh Dom, Pietermaat (87' Coulibaly), Sebaoui (90' Vaca), Sanusi , De Smet Avenatti, Shankland (80' Halaïmia)                              | 24' Shankland 30' De Smet 68' Sanusi 73' De Smet 79' Holzhauser 88' Van den Bergh                      |
| 6 maart 2022 13:30 Bosuilstadion Antwerpen Ref.: Nathan Verboomen Toeschouwers: 10.000                    | Frey 62' Frey 83'                                                 | 0 – 1 1 – 1 2 – 1                         | 42' Dom                                                                               | Biebauw Radić (87' Holzhauser), Lemos, Van den Bergh Dom, Pietermaat (87' Coulibaly), Sebaoui (90' Vaca), Sanusi , De Smet Avenatti, Shankland (80' Halaïmia)                              | 24' Shankland 30' De Smet 68' Sanusi 73' De Smet 79' Holzhauser 88' Van den Bergh                      |
| 13 maart 2022 18:30 Olympisch Stadion Antwerpen Ref.: Kevin Van Damme Toeschouwers: 0                     | Beerschot                                                         | 0 – 2                                     | AA Gent                                                                               | Biebauw Dom, Radić, Lemos (67' Suzuki), Van den Bergh, Bourdin Shankland, Sanusi (74' Coulibaly), Pietermaat (67' Rigo), Sebaoui (51' Vaca) Avenatti                                       | 30' Dom 36' Sebaoui 42' Pietermaat 76' Rigo                                                            |
| 13 maart 2022 18:30 Olympisch Stadion Antwerpen Ref.: Kevin Van Damme Toeschouwers: 0                     |                                                                   | 0 – 1 0 – 2                               | 44' De Sart 65' Lemajić                                                               | Biebauw Dom, Radić, Lemos (67' Suzuki), Van den Bergh, Bourdin Shankland, Sanusi (74' Coulibaly), Pietermaat (67' Rigo), Sebaoui (51' Vaca) Avenatti                                       | 30' Dom 36' Sebaoui 42' Pietermaat 76' Rigo                                                            |
| 20 maart 2022 21:00 Stayen Sint-Truiden Ref.: Wesli De Cremer Toeschouwers: 3.000                         | STVV                                                              | 3 – 2                                     | Beerschot                                                                             | Lejoly Halaïmia, Radić, Bourdin, De Smet Pietermaat (85' Coulibaly), Rigo (65' Holzhauser), Sanusi Suzuki, Shankland, Vaca                                                                 | 46' Suzuki 48' Radić                                                                                   |
| 20 maart 2022 21:00 Stayen Sint-Truiden Ref.: Wesli De Cremer Toeschouwers: 3.000                         | Brüls 13' Hara 30' Koita 87'                                      | 1 – 0 1 – 1 2 – 1 2 – 2 3 – 2             | 24' Suzuki 67' Radić                                                                  | Lejoly Halaïmia, Radić, Bourdin, De Smet Pietermaat (85' Coulibaly), Rigo (65' Holzhauser), Sanusi Suzuki, Shankland, Vaca                                                                 | 46' Suzuki 48' Radić                                                                                   |
| 1 april 2022 20:45 Olympisch Stadion Antwerpen Ref.: Bert Put Toeschouwers: 0                             | Beerschot                                                         | 1 – 3                                     | Club Brugge                                                                           | Lejoly Radić, Lemos, Van den Bergh (73' De Smet) Dom, Sanusi , Holzhauser (64' Vaca), Rigo (64' Coulibaly), Bourdin Suzuki (80' Mukuna-Trouet), Shankland                                  | 74' De Smet                                                                                            |
| 1 april 2022 20:45 Olympisch Stadion Antwerpen Ref.: Bert Put Toeschouwers: 0                             | Shankland 66' (pen.)                                              | 0 – 1 0 – 2 0 – 3 1 – 3                   | 19' Lang 49' Rits 54' De Ketelaere                                                    | Lejoly Radić, Lemos, Van den Bergh (73' De Smet) Dom, Sanusi , Holzhauser (64' Vaca), Rigo (64' Coulibaly), Bourdin Suzuki (80' Mukuna-Trouet), Shankland                                  | 74' De Smet                                                                                            |
| 10 april 2022 18:30 Joseph Marienstadion Vorst Ref.: Alexandre Boucaut Toeschouwers: 6.763                | Union Sint-Gillis                                                 | 5 – 0(3)(4)                               | Beerschot                                                                             | Lejoly Dom, Radić, Lemos, Bourdin, De Smet Shankland, Sanusi , Coulibaly (76' Pietermaat), Sebaoui (71' Vaca) Avenatti                                                                     | |
| 10 april 2022 18:30 Joseph Marienstadion Vorst Ref.: Alexandre Boucaut Toeschouwers: 6.763                |                                                                   |                                           |                                                                                       | Lejoly Dom, Radić, Lemos, Bourdin, De Smet Shankland, Sanusi , Coulibaly (76' Pietermaat), Sebaoui (71' Vaca) Avenatti                                                                     | |

(1): Deze wedstrijd werd stilgelegd vanwege hevige regenval en werd hervat op 27 juli vanaf de 55ste minuut.

(2): Deze wedstrijd stond oorspronkelijk gepland op 15 december, maar werd uitgesteld omwille van een politiestaking in Luik.

(3): Deze wedstrijd werd vroegtijdig stopgezet na wangedrag van de bezoekende fans. Met nog 5 minuten te spelen en bij een 0-0-stand riep de scheidsrechter de spelers definitief naar binnen.

(4): De Disciplinaire Raad van het Profvoetbal besliste dat Union de wedstrijd tegen Beerschot wint met 5-0.

#### Overzicht
| Speeldag  | 1  | 2  | 3  | 4  | 5  | 6  | 7  | 8  | 9  | 10 | 11 | 12 | 13 | 14 | 15 | 16 | 17 | 18 | 19 | 20 | 21 | 22 | 23 | 24 | 25 | 26 | 27 | 28 | 29 | 30 | 31 | 32 | 33 | 34 |
| --------- | -- | -- | -- | -- | -- | -- | -- | -- | -- | -- | -- | -- | -- | -- | -- | -- | -- | -- | -- | -- | -- | -- | -- | -- | -- | -- | -- | -- | -- | -- | -- | -- | -- | -- |
| Resultaat | v  | g  | v  | v  | v  | v  | v  | v  | v  | g  | v  | v  | w  | g  | w  | v  | v  | v  | v  | v  | v  | v  | w  | v  | g  | v  | w  | v  | v  | v  | v  | v  | v  | v  |
| Punten    | 0  | 1  | 1  | 1  | 1  | 1  | 1  | 1  | 1  | 2  | 2  | 2  | 5  | 6  | 9  | 9  | 9  | 9  | 16 | 9  | 9  | 9  | 12 | 12 | 13 | 13 | 16 | 16 | 16 | 16 | 16 | 16 | 16 | 16 |
| Positie   | 15 | 15 | 18 | 18 | 18 | 18 | 18 | 18 | 18 | 18 | 18 | 18 | 18 | 18 | 18 | 18 | 18 | 18 | 18 | 18 | 18 | 18 | 18 | 18 | 18 | 18 | 18 | 18 | 18 | 18 | 18 | 18 | 18 | 18 |

#### Klassement
| Pos | Team             | Wed | W  | G  | V  | Ptn | DV | DT | +/− |  |
| --- | ---------------- | --- | -- | -- | -- | --- | -- | -- | --- |  |
| 12  | KV Oostende      | 34  | 10 | 7  | 17 | 37  | 34 | 61 | −27 |  |
| 13  | KV Kortrijk      | 34  | 9  | 10 | 15 | 37  | 43 | 48 | −5  |  |
| 14  | Standard Luik    | 34  | 9  | 9  | 16 | 36  | 32 | 51 | −19 |  |
| 15  | KAS Eupen        | 34  | 8  | 8  | 18 | 32  | 37 | 61 | −24 |  |
| 16  | SV Zulte Waregem | 34  | 8  | 8  | 18 | 32  | 42 | 69 | −27 |  |
| 17  | RFC Seraing      | 34  | 8  | 4  | 22 | 28  | 30 | 68 | −38 |  |
| 18  | Beerschot VA     | 34  | 4  | 4  | 26 | 16  | 33 | 76 | −43 |  |

## Beker van België
| Beker van België                                                                             |                          |                         |                                                 | |                                       |
| Wedstrijddetails                                                                             | Thuisploeg               | Uitslag                 | Uitploeg                                        | Opstelling | Kaarten                               |
| 1/16e finale                                                                                 |                          |                         |                                                 | |                                       |
| 27 oktober 2021 20:30 Robert Urbainstadion Boussu Ref.: Jordy Vermeire Toeschouwers:         | Francs Borains (1e Nat.) | 0 – 4                   | Beerschot                                       | Vanhamel Konstantopoulos, Radić, Bourdin, Van den Bergh (80' Halaïmia) Dom, Coulibaly (64' Pietermaat), Holzhauser, Caicedo (69' Vaca) Shankland (46' Kreković), Noubissi                    | Konstantopoulos Van den Bergh Caicedo |
| 27 oktober 2021 20:30 Robert Urbainstadion Boussu Ref.: Jordy Vermeire Toeschouwers:         |                          | 0 – 1 0 – 2 0 – 3 0 – 4 | 2' Noubissi 58' Caicedo 80' Holzhauser 90' Vaca | Vanhamel Konstantopoulos, Radić, Bourdin, Van den Bergh (80' Halaïmia) Dom, Coulibaly (64' Pietermaat), Holzhauser, Caicedo (69' Vaca) Shankland (46' Kreković), Noubissi                    | Konstantopoulos Van den Bergh Caicedo |
| 1/8e finale                                                                                  |                          |                         |                                                 | |                                       |
| 2 december 2021 20:45 Maurice Dufrasnestadion Luik Ref.: Kevin Van Damme Toeschouwers: 4.056 | Standard Luik            | 2 – 0 (n.v.)            | Beerschot                                       | Vanhamel Halaïmia, Lemos (55' Dom), Bourdin, Radić, De Smet (73' Van den Bergh) Caicedo (99' Mukuna-Trouet), Pietermaat, Holzhauser (73' Vaca) Suzuki (90' Shankland), Soumaré (90' Sebaoui) | 25' Lemos 34' Holzhauser              |
| 2 december 2021 20:45 Maurice Dufrasnestadion Luik Ref.: Kevin Van Damme Toeschouwers: 4.056 | Muleka 96' Bokadi 119'   | 1 – 0 2 – 0             |                                                 | Vanhamel Halaïmia, Lemos (55' Dom), Bourdin, Radić, De Smet (73' Van den Bergh) Caicedo (99' Mukuna-Trouet), Pietermaat, Holzhauser (73' Vaca) Suzuki (90' Shankland), Soumaré (90' Sebaoui) | 25' Lemos 34' Holzhauser              |